# Pasimachus
Pasimachus es un  género de coleópteros adéfagos de la familia Carabidae.

## Etimología
Aunque se desconoce el motivo exacto del nombre del género, se ha teorizado que el nombre deriva del griego antiguo πᾶς ( pâs; "todo") y μᾰχητής ( makhētḗs ; "guerrero", "luchador"). También coincide con el nombre de Pasímaco, un comandante de caballería mencionado en las Helénicas. La razón de este nombre podría deberse a las grandes mandíbulas del género y a ser carnívoros. 

## Especies
Comprende las siguientes especies:
- Pasimachus ambiguus Bänninger, 1950
- Pasimachus aurocinctus Chaudoir, 1880
- Pasimachus californicus Chaudoir, 1850
- Pasimachus cardioderus (Chaudoir, 1880)
- Pasimachus cordicollis (Chaudoir, 1862)
- Pasimachus cuestai Kohlmann, 1993
- Pasimachus depressus (Fabricius, 1787)
- Pasimachus duplicatus LeConte, 1853
- Pasimachus elongatus LeConte, 1846
- Pasimachus imitator Bänninger, 1950
- Pasimachus intermedius (Chaudoir, 1880)
- Pasimachus laevisulcatus H. W. Bates, 1891
- Pasimachus marginatus (Fabricius, 1787)
- Pasimachus metallicus (Chaudoir, 1880)
- Pasimachus mexicanus G. R. Gray, 1832
- Pasimachus obsoletus LeConte, 1846
- Pasimachus pacificus Bänninger, 1950
- Pasimachus perpolitus Casey, 1913
- Pasimachus punctulatus Haldeman, 1843
- Pasimachus purpuratus (Putzeys, 1846)
- Pasimachus quadricollis Chaudoir, 1880
- Pasimachus quirozi Flohr, 1887
- Pasimachus rotundipennis Chevrolat, 1834
- Pasimachus sallei Chaudoir, 1862
- Pasimachus sexualis Bänninger, 1950
- Pasimachus smithi H. W. Bates, 1891
- Pasimachus strenuus LeConte, 1874
- Pasimachus subangulatus (Chaudoir, 1862)
- Pasimachus sublaevis (Palisot de Beauvois, 1811)
- Pasimachus subsulcatus Say, 1823
- Pasimachus tolucanus Chaudoir, 1880
- Pasimachus viridans LeConte, 1858